# Pandur I
Pandur I (MTPz/UN-A1 — нім. Mannschaftstransportpanzer) — австрійський колісний бронетранспортер компанії Steyr Spezial Fahrzeuge GmbH (SSF, Steyr-Daimler-Puch).

## Історія
Роботу над новим розвідувальним бронетранспортером для Збройних сил Австрії компанія Steyr-Daimler-Puch A.G. (SDP) розпочала 1979 року. Прототип виготовили до 1984, але через брак коштів військо відмовилося від замовлення. Компанія SDP спробувала продати проєкт на міжнародному ринку. Прототипи направили до Великої Британії, Швеції, Кувейту, але це не принесло бажаних контрактів. Лише 1994 замовили 68 машин для миротворчих підрозділів ООН ЗС Австрії. Pandur І себе позитивно зарекомендував під час операцій у Перській затоці. На 1996 звільнений Кувейт купив 70 машин. Pandur I був багатоцільовим транспортним засобом із можливістю адаптації до потреб і вимог потенційних клієнтів, свідченням чого є широкий ряд модифікацій різноцільового призначення.
Незабаром Pandur I став спільним проєктом SDP та американської AV Technology International, іспанської General Dynamics Santa Barbara Sistemas (GDSBS) (концерн General Dynamics), швейцарської MOWAG. SDP підписала з цими країнами контракти на продаж БТР, але поставляла лише шасі, дизель. Корпуси виготовляли перелічені компанії країн, які і складали БТР.
Завдяки доволі значній серії вироблених БТР Pandur I з 2001 розробили подальшу модифікацію Pandur II з колісною формулою 8×8 та довшим корпусом. Згодом на її базі розробили плавучу модифікацію Pandur II з колісною формулою 6×6.

### Озброєння
У поліційних місіях миротворчих сил ООН достатнім є озброєння 12,7-мм кулеметом у легкій вежі. Можливо встановлення американської вежі MGTS з 40-мм гранатометом Mk 19 чи 30-мм автоматичною гарматою M230 Chain Gun чи вежі CMI LCTS 90 з 90-мм бельгійською гарматою MECAR KEnerga 90/46, яка може застосовувати підкаліберні і кумулятивні набої здатні пробивати 120-мм панцирну плиту під кутом 60° на відстані 1000 м. Pandur I з таким озброєнням здатен боротись не тільки з ворожими БТР, а й з танками моделей Т-55 i M47 Patton. Винищувачі танків на базі Pandur I можуть бути озброєні вежею Euromissle UMT 800 з 4×ПТКР HOT (дальність 4 км), вежею Eureka норвезької компанії Kvaerner з ПТКР TOW (3750 м). У Кувейті випробували випробувала вежу з найсучаснішою ПТКР Hellfire (8,0-12,0 км). Для ракет використовують системи лазерного наведення.

## Модифікації
- Модель А
  - Pandur MICV 1/127 — БТР
  - Pandur ATGMC — платформа протитанкових ракет
  - Pandur — машина управління і зв'язку
  - Pandur AAMB — амбулаторія
- Модель В плаваюча, 2 водомети
  - Pandur AMC 81 — платформа 81-мм міномету
  - Pandur ARSV 25 — БРМ із 25-мм гарматою Oerlikon[de] KBA 25, кулеметом MG-3
  - Pandur ARSV 30 — БРМ із 30-мм гарматою Rheinmetall MK 30[de], кулемет FN MAG.
  - Pandur ARSV 35 — БРМ із 30-мм гарматою Breda-Mauser
  - Pandur AFRSV 90 — бойова машина вогневої підтримки з 90-мм гарматою Kenerga Mark 8

## Країни-оператори
- Австрія — 224 машина австрійської армії (1996→)
- Бельгія — 60 машин бельгійської армії
- США — 50 машин армії США збудовано AV Technology International.
- Кувейт — 70 машин 6 модифікацій Національної гвардії Кувейту
- Словенія — 85 ліцензійних машин заводу Sistemska Tehnika y словенській армії — Valuk (2003)
- Португалія — ліцензійні 260 (2005)

Бронетранспортери брали участь у миротворчих місіях UNFICYP на Кіпрі, UNDOF на Голанських висотах, KFOR у Косово, ISAF у Афганістані, UNPROFOR у Боснії і Герцеговині.